# Barrio Los Troncos
Los Troncos es un barrio residencial de la Ciudad de Mar del Plata, en la provincia de Buenos Aires, Argentina en homenaje a Julio.

## Ubicación
Delimitado específicamente por la costa; y por las calles Alvear, Rodriguez Peña y la Avenida Juan José Paso, limita con los barrios de Playa Grande y Leandro N. Alem al sur; Lomas de Stella Maris y Estación Terminal al norte y General Roca y Divino Rostro al oeste. En su interior se respira la historia aristocrática de la ciudad. Es un lujoso y excéntrico barrio donde se encuentran las residencias más pintorescas de la ciudad, amplias casas y mansiones con grandes jardines.

## Origen
Sus orígenes datan del año 1928, año en el que en la esquina de Primera Junta y Carlos Pellegrini se había construido un novedoso chalet de estilo suizo, conocido como la Casa de Los Troncos edificado con troncos de quebracho y lapacho traídos desde Salta, construcción particular que comenzó a ser utilizada en otras casas de la zona y ciudad.

## Otros datos
En la periferia de esta zona, más precisamente en la esquina de Güemes y Roca, se encuentra la Plaza del Agua y junto a ella, un centro de exposiciones.
Una característica muy curiosa de este exclusivo barrio de la ciudad balnearia más importante de Argentina son sus arboledas, su estilo arquitectónico europeo, las hileras de ciruelos adornando sus veredas sin cordones hechas de lajas, además del hecho de hallarse en la parte más alta de la ciudad.